# Peter Gärdenfors

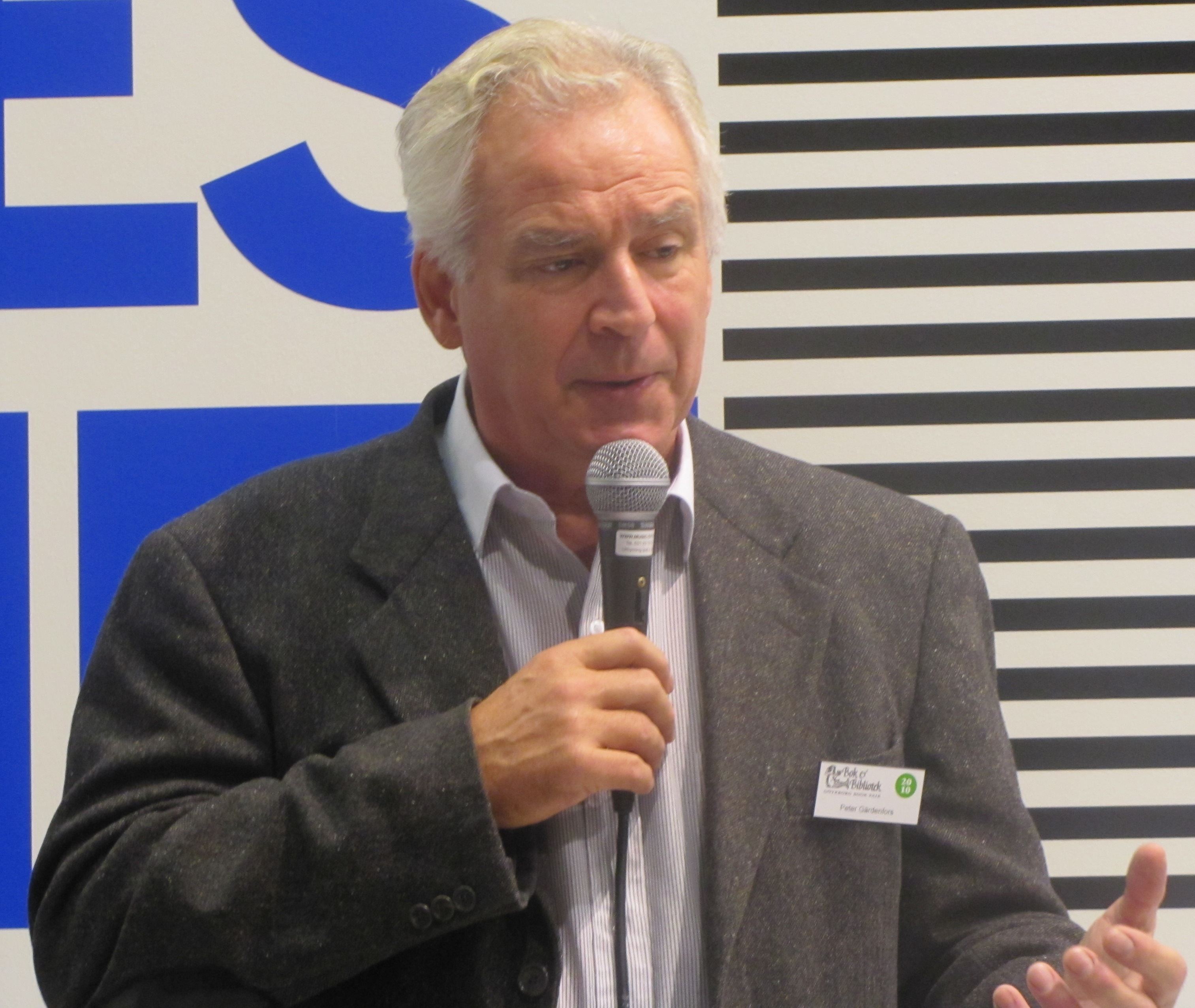
Peter Gärdenfors på Bokmässan 2010

Björn Peter Gärdenfors, född 21 september 1949, är en svensk filosof och professor i kognitionsvetenskap vid Lunds universitet. Han är far till Simon Gärdenfors och äldre bror till Ulf Gärdenfors. 
Gärdenfors avlade doktorsexamen vid Lunds universitet 1974 med avhandlingen "Group Decision Theory". Han är en av Sveriges internationellt mest uppmärksammade filosofer.
Gärdenfors var 2011–2017 ledamot av Kommittén för Sveriges Riksbanks pris i ekonomisk vetenskap till Alfred Nobels minne och 2011–2012 ledamot av svenska regeringens Digitaliseringsråd.